# Лорцинг, Альберт
Густав А́льберт Ло́рцинг (нем. Gustav Albert Lortzing; 23 октября 1801, Берлин — 21 января 1851, Берлин) — немецкий композитор, актёр, певец и дирижёр периода романтизма; основатель немецкой комической оперы (Spieloper) — немецкой разновидности опера комик. Подобно Вагнеру, обычно сам писал либретто для своих произведений.

## Жизнь и творчество
А. Лорцинг родился в семье торговца кожами. Родители его были настолько увлечены театром, что оставили торговлю и стали странствующими актёрами. Мальчик впервые вышел на сцену в возрасте 12 лет, во Фрайбурге. С 1817 года семья выступает в составе труппы Йозефа Деросси в Рейнской провинции — в Кёльне, Бонне, Дюссельдорфе, Ахене, Бармене. Юный Лорцинг играет юных хулиганов, любовников и подобные роли, поёт на сцене тенором. Затем, как будущий профессиональный музыкант и композитор, учится в Берлинской музыкальной академии, в хоре которой он также выступает как тенор.
В 1824 году А.Лорцинг женится на актрисе Розине Регине Алес, родившей ему 11 детей. В 1826 году вступает в масонскую ложу Аахена. Связи с масонским движением композитор поддерживал долгие годы и даже сочинял музыку для масонских обрядов, в связи с чем имел неоднократно неприятности от властей и полиции. С осени 1826 года Лорцинг с женой выступают в придворном театре Детмольда. Здесь он пишет музыку к драме «Дон Жуан и Фауст» эксцентричного поэта Кристиана Дитриха Граббе, с которым у Лорцинга возникает конфликт. Тем не менее он компонирует при постановке спектакля, а также исполняет в нём роль Дон Жуана, а его жена — роль Донны Анны.
С ноября 1833 года Лорцинг с супругой выступают на сцене Городского театра Лейпцига, в труппе которого ещё с 1832 года играют его родители. Здесь же в 1837 году была поставлена его первая комическая опера «Царь и плотник», в которой Лорцинг сам исполнял партию Петра Иванова. В 1839 опера была поставлена в Берлине и имела оглушительный успех. 
В 1844—1845 годы композитор занимает должность капельмейстера лейпцигского Городского театра, однако вынужден оставить эту должность по болезни (ревматизм). В 1845-47 годах служит капельмейстером в венском театре Theater an der Wien. В 1848 году, в период общеевропейского освободительного подъёма, пишет революционную оперу «Регина», в 1849 году — сатирическую оперу «Оруженосцы Роланда, или Счастье, которого мы так ждали», высмеивающую казарменный дух тогдашней Пруссии. Впервые без цензурных искажений эта опера была поставлена только в 2005 году.
По окончании контракта в Вене актёр выступает на сценах театров Геры и Люнебурга. С 1850 года — капельмейстер в новом берлинском Немецком театре. Скончался после инсульта в бедности, обременённый долгами. На похоронах гроб Лорцинга был покрыт чёрно-красно-золотым флагом Германской революции 1848 года.
Социально-критическая заточенность опер Лорцинга сочеталась с характерным для романтизма использованием мотивов фольклора и фантастики. Об энергичной и целостной драматургии опер Лорцинга высоко отзывались многие тонкие ценители, среди которых, в частности, Густав Малер. 
Лучшие оперы Лорцинга продолжают ставиться в немецкоязычных странах. Особенно привержены им были театры Берлина, где в 1906 году в Тиргартене «любимому композитору берлинцев» был установлен памятник.